# Megaselia brevifemorata
Megaselia brevifemorata är en tvåvingeart som beskrevs av Schmitz 1926. Megaselia brevifemorata ingår i släktet Megaselia och familjen puckelflugor. Arten har ej påträffats i Sverige. Inga underarter finns listade i Catalogue of Life.